# Rekuperation (Technik)
Rekuperation (von lateinisch recuperatio ‚Wiedererlangung, Wiedererwerbung‘) bezeichnet auf dem Gebiet der Technik die Rückgewinnung von Energie. Nach allgemeinen physikalischen Grundsätzen kann durch Rekuperation nicht mehr Energie gewonnen werden, als zuvor zum Antrieb der jeweiligen Maschinen oder Anlagen eingesetzt wurde.
In der Lüftungstechnik wird zwischen rekuperativen und regenerativen Verfahren zur Wärmerückgewinnung unterschieden, wobei bei letzterem auch ein Teil der in der Abluft enthaltenen Feuchte übertragen wird.

## Luftvorwärmer
Als Luftvorwärmer (in der Kraftwerkstechnik üblich „Luvo“ genannt) werden Rekuperatoren regelmäßig in Kraftwerken und manchmal in Feuerungsanlagen eingesetzt. Sie dienen dort als Wärmeübertrager (Wärmetauscher) dazu, einen Teil der Wärme der Abgase auf die Frischluft zu übertragen. Durch die so erhitzte Frischluft wird weniger Brennstoff verbraucht, um im Heizkessel die gewünschte Betriebstemperatur zu erreichen bzw. zu halten.

## Rekuperationsbremse
Im Fahrzeugbau werden rekuperative Bremsen seit mindestens den 1900er Jahren, zum Beispiel auf Zahnradbahnen wie der Rittner Bahn oder bei der Schweizer Elektrolokomotive Krokodil, eingesetzt. Bei einer Nutzbremse erfolgt die Rückspeisung der Energie entweder in ein Stromnetz, wie bei Schienenfahrzeugen und Oberleitungsbussen, oder in einen Energiespeicher im Fahrzeug, beispielsweise bei Elektroautos. In Hybridautos speist die Nutzbremse elektrische Energie in den Akkumulator, einen Speicherkondensator (Superkondensator) oder Schwungradspeicher zurück, die ursprünglich sowohl aus der mechanischen Energie des Verbrennungsmotors (chemische Energie des Kraftstoffs) als auch aus derjenigen des Elektromotors stammt (Elektromotorische Bremse).
In Linienbussen wird beim Bremsen die überschüssige Bewegungsenergie teilweise durch separate Generatoren genutzt, um die elektrischen Heizungen mit rückgewonnener Energie zu versorgen. Dadurch wird der zum Heizen benötigte Strom nur noch zum Teil durch den normalen Generator erzeugt; besonders im Stadtverkehr sind hiermit große Einsparungen möglich. An warmen Tagen werden außenliegende Widerstände geheizt, die durch den Fahrtwind oder durch Ventilatoren gekühlt werden. Durch die kontaktfreie Wirbelstrombremse wird der Feinstaubausstoß durch Bremsbelagabrieb vermieden. Ein Bremskraftschwund (sog. Fading) durch erhöhte Temperatur der Bremsanlagen wird ebenfalls verhindert, wodurch sich bei langen Bergabfahrten Notbremswege nicht verlängern.
Bei modernen Elektroautos ist der Einsatz von Rekuperation unterschiedlich, von wenigen Kilowatt bis zu weit über 200 Kilowatt (Porsche Taycan). Nach oben begrenzt ist sie durch die Leistungsfähigkeit der Leistungselektronik, der Schnellladefähigkeit des Akkus, sowie durch die Fahrsituation.
Eine sehr geringfügige Anwendung, mit Leistungen um 1000 Watt, wird bei modernen Fahrzeugen eingesetzt, mit Regelung der Spannung des Generators (Lichtmaschine) zur Optimierung des Kraftstoffverbrauchs. Ist die Bordbatterie ausreichend geladen wird der Motor entlastet, dafür wird im Brems- oder Schubbetrieb kräftiger geladen. Dazu wird teils eine größere oder eine zweite Batterie eingebaut und auch z. B. während des Bremsvorgangs vor einer Ampel geladen für den zusätzlichen Bedarf bei der Start-Stopp-Funktion.